# Marcel Canadi
Marcel Canadi (* 27. Oktober 1997 in Wien) ist ein österreichischer Fußballspieler.

## Karriere
Canadi begann seine Karriere beim SV Essling. 2005 wechselte er zum FK Austria Wien, bei dem er später auch in der Akademie spielte. 2012 kam er in die AKA Vorarlberg.
Im Juli 2013 stand er gegen den First Vienna FC zudem erstmals im Kader des Zweitligisten SCR Altach, kam jedoch nicht zum Einsatz. Im Sommer 2014 wechselte er nach Deutschland zu den A-Junioren von Borussia Mönchengladbach.
Zur Saison 2016/17 rückte er in den Kader der U-23-Mannschaft auf. Sein Debüt in der Regionalliga gab er im Mai 2017, als er am 22. Spieltag jener Saison gegen die Sportfreunde Siegen in der 75. Minute für Kwame Yeboah eingewechselt wurde. In jener Partie erzielte er den Treffer zum 1:0-Endstand.
Im August 2017 kehrte er nach Österreich zurück, wo er sich dem Zweitligisten SC Austria Lustenau anschloss, bei dem er einen bis Juni 2020 gültigen Vertrag erhielt. Im September 2017 debütierte er in der zweiten Liga, als er am neunten Spieltag der Saison 2017/18 gegen den TSV Hartberg in der Startelf stand und in der 54. Minute durch Bojan Avramović ersetzt wurde. Nach 49 Zweitligaeinsätzen für Lustenau, in denen er acht Tore erzielte, wechselte er im Februar 2020 zum Ligakonkurrenten SKU Amstetten. Für die Niederösterreicher kam er zu zwölf Zweitligaeinsätzen, in denen er drei Tore erzielte.
Zur Saison 2020/21 wechselte er zum Bundesligisten SV Ried, bei dem er einen bis Juni 2022 laufenden Vertrag erhielt. Nach seinem Vertragsende verließ er Ried nach der Saison 2021/22 nach 20 Einsätzen in der Bundesliga. Daraufhin wechselte er dann zur Saison 2022/23 nach Kroatien zum HNK Šibenik, bei dem sein Vater Damir zu Saisonbeginn das Traineramt übernommen hatte. Für Šibenik kam er zehnmal in der 1. HNL zum Einsatz, nach der Entlassung Damirs Ende September 2022 spielte er aber keine Rolle mehr.
Anschließend wechselte Canadi im Jänner 2023 nach Australien zu Brisbane Roar. Für Brisbane spielte er viermal in der A-League Men. Nach der Saison 2022/23 verließ er das Team allerdings wieder. Im August 2023 wechselte er anschließend nach Bulgarien zu Chebar Pasardschik. Für Chebar kam er zu zwölf Einsätzen in der Parwa liga, ehe er seinen Vertrag im Jänner 2024 wieder auflöste.
Nach neun Monaten ohne Klub wechselte Canadi im September 2024 in die USA zum Drittligisten Lexington SC. Für Lexington kam er zu sieben Einsätzen in der USL League One. Im Jänner 2025 wechselte er nach Zypern zum Erstliga-Aufsteiger Enosis Neon Paralimni, der zu diesem Zeitpunkt von seinem Vater trainiert wurde.

## Persönliches
Sein Vater Damir (* 1970) war ebenfalls Fußballspieler und ist nun als Trainer tätig.